# 邦加马来语
邦加马来语，是一种印度尼西亚的马来语群语言，主要使用于苏门答腊的邦加-勿里洞省。
邦加马来语有几种方言，包括Mentok、Belinyu、Sungailiat、Koba、Toboali和Lom (Belom, Mapor)。 Lom方言社群与其他邦加马来语社群分开生活，并以拒绝伊斯兰教而闻名。邦加马来语与其他马来语有不同的词汇、语法和音韵。